# 衣浦臨海鉄道碧南線
碧南線（へきなんせん）は、愛知県知多郡東浦町にある東浦駅と碧南市にある碧南市駅までを結ぶ衣浦臨海鉄道の鉄道路線である。かつては権現崎駅まで路線が伸びていた。
衣浦湾沿岸の工場への原材料、製品輸送のほか、地元で生産されている三州瓦を輸送することが目的だったが、輸送量が伸びず、社会情勢の変化の影響で開業後早くに瓦の輸送が打ち切られ、廃止が噂されていた。しかし、碧南市に石炭を燃料とする火力発電所（JERA碧南火力発電所）が開設されたことにより、現在は、同発電所の副生成物でセメントや建築材料の原料として使われる石炭灰（フライアッシュ）と、発電所で脱硫用資材として使用する炭酸カルシウムの輸送を行っている。 
碧南線の現存区間に踏切はなく、道路とは全て立体交差となっている（かつては権現崎駅付近に踏切が存在した）。

## 路線データ
- 管轄（事業種別）：衣浦臨海鉄道（第一種鉄道事業者）
- 路線距離（営業キロ）：8.2km
- 軌間：1067mm
- 駅数：2駅（起終点駅含む）
- 複線区間：なし（全線単線）
- 電化区間：なし（全線非電化）
- 閉塞方式：タブレット閉塞式
- 最高速度：45km/h[2]

## 運行形態
東浦駅から碧南市駅まで、1日1本炭酸カルシウム輸送列車が設定されている。この逆、碧南市駅から東浦駅までは、1日2本石炭灰（フライアッシュ）輸送列車が設定されている。全列車武豊線に入り、大府駅に乗り入れている。機関車は、大府駅から碧南市駅への炭酸カルシウム輸送列車は重連で、この逆の碧南市駅から大府駅への石炭灰（フライアッシュ）輸送列車では1両ずつ別れて単機で運行されている。また、武豊線内は、行き違い設備のある駅では車両が収まらないため、旅客列車の到着後、入線することがある。

## 歴史
- 1977年（昭和52年）5月25日 - 東浦 - 権現崎間 (11.3km) 開業[1]。
- 2006年（平成18年）4月1日 - 碧南市 - 権現崎間 (3.1km) 廃止。高浜市駅（東浦 - 碧南市間）、権現崎駅廃止。

## 駅一覧
括弧内は起点からの営業キロ。
東浦駅 (0.0km) - 碧南市駅 (8.2km)